# Heinz-Günter Prager

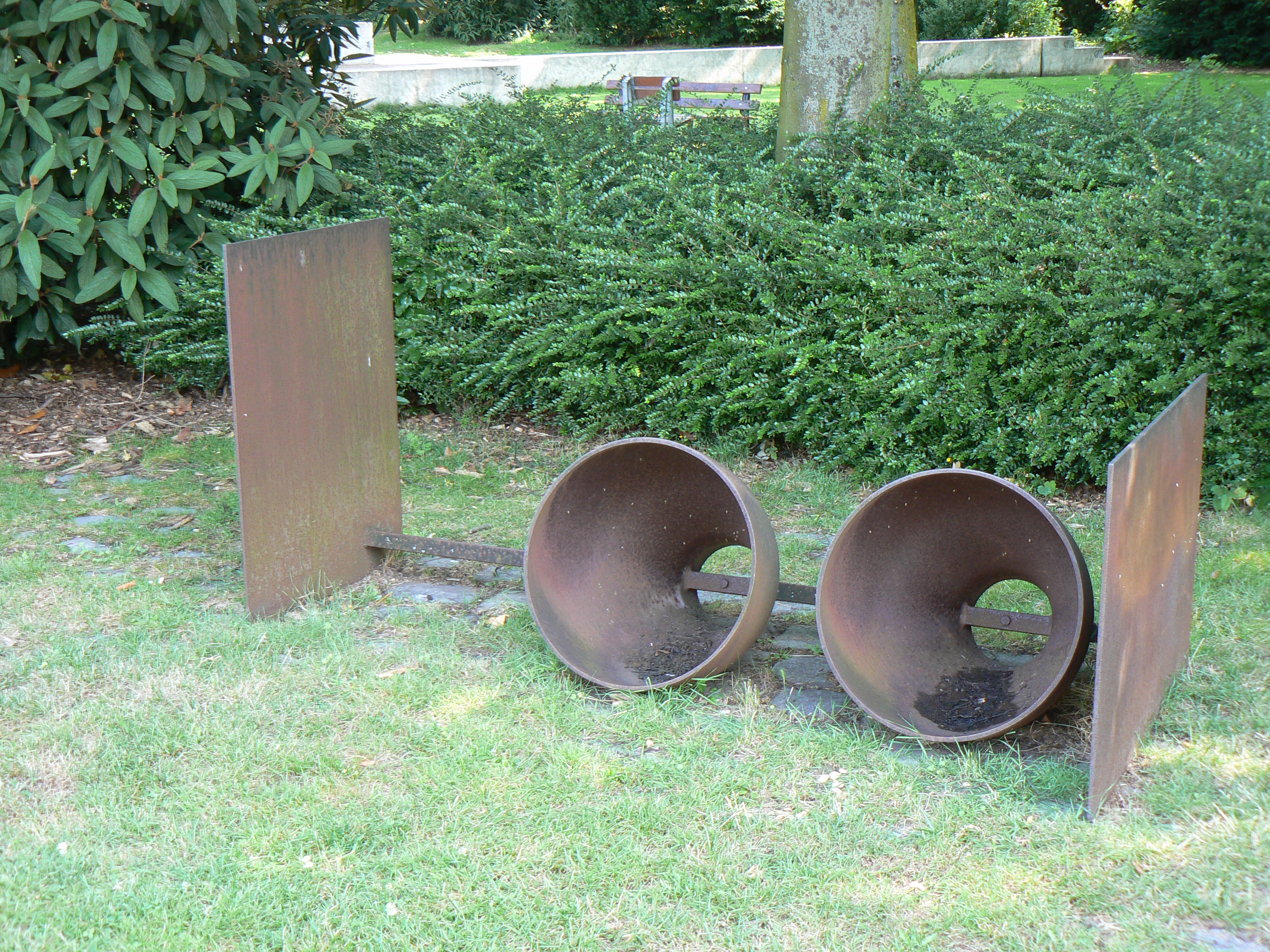
Abdeckung III (1973), Lehmbruck-Museum, Duisburg

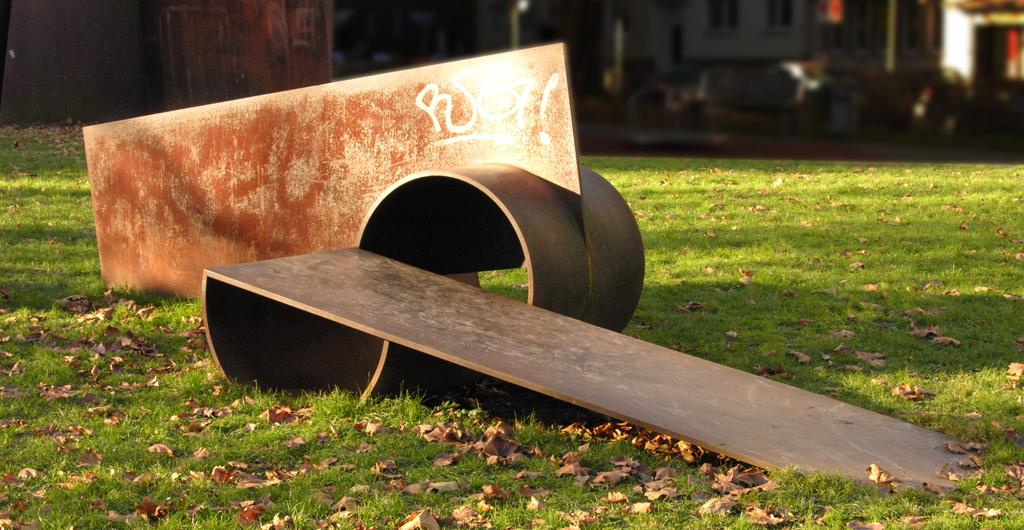
Große Zylinderskulptur II (1981), voormalig Museum am Ostwall, Dortmund

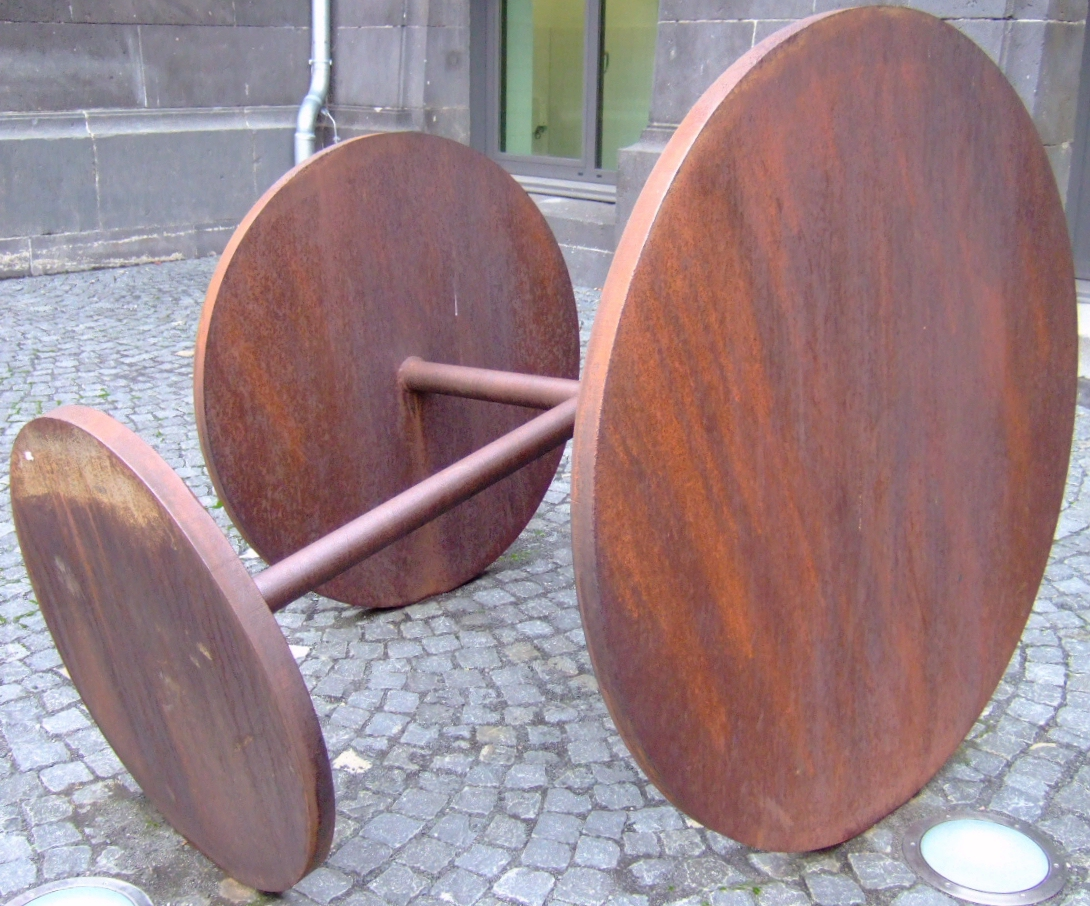
Achse mit drei Scheiben (1986), LVR-LandesMuseum Bonn

Heinz-Günter Prager (Herne, 19 december 1944 – Keulen, 11 juni 2025) was een Duitse beeldhouwer, tekenaar en grafisch kunstenaar. Hij wordt gerekend tot de minimalistische stroming.

## Levensloop
Prager studeerde van 1964 tot 1968 in Münster aan de Werkkunstschule. In 1968 ontving hij in aansluiting op zijn afstuderen de aanmoedigingsprijs voor beeldhouwers, Jung Westfalen. Hij verhuisde naar Keulen. In 1973 kreeg hij de Villa Romana-prijs (een tien maanden durend verblijf in Florence), in 1976 gevolgd door de Villa Massimo-prijs ( drie maanden in Rome). Prager werd in 1977 uitgenodigd bij documenta 6 in Kassel. In 1979 won hij nogmaals de Villa Massimo-prijs.
Van 1983 tot 2010 was Prager hoogleraar beeldhouwkunst aan de Hochschule für Bildende Künste Braunschweig, waar hij ook zijn atelier had. In 1984 had hij een tentoonstelling in de Koreaanse hoofdstad Seoel.
Prager woonde en werkte in Keulen en Braunschweig. Hij overleed op 11 juni 2025 op 80-jarige leeftijd.

## Exposities
- 1973 Emschertalmuseum, Herne
- 1975 Museum Folkwang, Essen
- 1983 Museum Abteiberg, Mönchengladbach,
- 1984 Lehmbruck-Museum, Duisburg en Kunsthalle Mannheim, Mannheim
- 1985 Skulptur am Fort, Keulen
- 1986 Sprengel-Museum in Hannover,
- 1990/91 Germanisches Nationalmuseum, Neurenberg
- 1996, Städtisches Museum, Mülheim an der Ruhr en Museum für konkrete Kunst, Ingolstadt
- 1997 Sprengel-Museum, Hannover en Lehmbruck-Museum, Duisburg
- 1999 Skulpturenmuseum Glaskasten, Marl (Skulptur im Dialog)
- 2001 Kunstmuseum Bonn, Bonn
- 2005 Germanisches Nationalmuseum, Neurenberg (grafisch werk 1967-2003)